# Moradia adequada
A noção de moradia adequada é introduzida e definida como sendo: espaço apropriado, intimidade, segurança adequada, iluminação e ventilação suficientes, infraestruturas básicas e localização adequadas relativamente ao local de trabalho e aos  serviços essenciais.
Uma moradia adequada não é apenas um espaço físico para abrigo, mas uma condição básica para garantir a qualidade de vida urbana e a promoção da sustentabilidade social a longo prazo. Essa interligação reforça a importância de um compromisso ativo e coordenado por parte dos governos federal, estadual e municipal. Cabe a essas instâncias de poder não apenas estabelecer legislações que regulem o uso e a ocupação do solo, mas também implementar políticas públicas eficazes e supervisionar rigorosamente o cumprimento dessas regulamentações urbanas.

## Histórico
Em  1948  foi  aprovada  a Declaração  Americana  dos  Direitos e  Deveres do  Homem (DADH).  Este   foi  o  primeiro instrumento internacional   que  declara   direitos   humanos, mencionando a habitação sob vários assuntos, mas sem se referir explicitamente ao direito à moradia.
Seis meses depois, em 10  de Dezembro de 1948,  o direito à  moradia foi reconhecido pela Declaração Universal dos Direitos Humanos (DUDH) no artigo 25, parágrafo 1º:
"Toda  a  pessoa tem  direito  a  um  nível  de  vida  suficiente  para  lhe  assegurar e  à sua família a saúde e o  bem-estar, principalmente quanto  à alimentação, ao vestuário, ao alojamento,  à assistência médica e ainda  quanto  aos serviços  sociais necessários, e tem direito à segurança no desemprego, na doença, na invalidez, na viuvez, na velhice ou noutros casos de perda de meios de subsistência por circunstâncias independentes da sua vontade"
Após a adoção da Declaração Universal dos Direitos Humanos, a Organização das Nações Unidas (ONU) deu início a um processo sem precedentes de aprofundamento dos seus princípios, elaborando documentos internacionais destinados a proteger direitos específicos. Por meio de seus Estados Membros, debates intensos se estenderam ao longo de duas décadas, com o objetivo de definir as disposições desses novos instrumentos. Esses pactos buscavam explicitar determinados aspectos dos direitos humanos que, na Declaração Universal, eram abordados apenas de forma implícita.
Esse esforço culminou, em 1963, com a Assembleia Geral redigindo, por meio da Resolução 2.200 (XXI), dois Pactos Internacionais destinados a codificar os direitos delineados na Declaração Universal em duas categorias principais: i) os direitos civis e políticos, e ii) os direitos econômicos, sociais e culturais. Essa iniciativa representou um marco na história das relações internacionais, estabelecendo uma base jurídica sólida para a promoção e a proteção universal dos direitos humanos.
O Pacto Internacional de Direitos Civis e Políticos (PIDCP) de 1966  relata no artigo 17,  parágrafo 1º que relata sobre as ingerências à moradia:
"Ninguém poderá  ser objeto  de  ingerências arbitrárias ou ilegais em sua vida privada,  em sua família, em seu domicílio ou em sua correspondência, nem de ofensas ilegais à sua honra  e reputação"
O Pacto Internacional de Direitos Econômicos, Sociais e Culturais (PIDESC), adotada pela Resolução n.2.200-A (XXI) da Assembleia Geral das Nações Unidas, em 16 de dezembro de 1966,  é considerado como o instrumento central para a proteção do direito à moradia adequada, descrito no artigo 11, parágrafo 1º:
"Artigo 11  §1 Os Estados  Partes no  presente  Pacto  reconhecem  o  direito de  todas as pessoas  a  um  nível  de  vida  suficiente  para  si  e  para  as  suas  famílias,  incluindo alimentação,  vestuário  e alojamentosuficientes4,  bem  como  a  um  melhoramento constante  das  suas  condições  de  existência.  Os  Estados  Partes  tomarão  medidas apropriadas destinadas a assegurar a realização deste direito reconhecendo  para este efeito   a   importância   essencial   de    uma   cooperação   internacional   livremente consentida"

## Parâmetros de Moradia Adequada
Embora os pactos internacionais tenham sido importantes, apenas 25 anos depois, a partir do Comentário Geral nº 4 de 1991, que a moradia adequada seria detalhada. Elaborado pelo Escritório do Alto Comissariado das Nações Unidas para os direitos Humanos, juntamente com o UN-Habitat, foram definidos sete parâmetros básicos: i) segurança   de   posse;  ii) disponibilidade   de   serviços,   materiais,   instalações   e infraestrutura; iii) economicidade; iv) habitabilidade; v) acessibilidade; vi) localização e vii) adequação cultural.
Quadro 1 – Os sete componentes básicos para uma moradia adequada.
| PARÂMETRO                   | DESCRIÇÃO | CRITÉRIO                                                                        | INDICADOR |
| Segurança de posse          | A moradia não é adequada se os seus ocupantes não têm um grau de segurança de posse que garanta a proteção legal contra despejos forçados, perseguição e outras ameaças.                                                                                    | Posse legal ou segura                                                           | Nº de lares ou famílias em situação de posse segura (incluindo por exemplo, proprietários próprios, aluguéis com contrato, usufruto ou titulares de posse com respaldo legal).                      |
| Disponibilidade de serviços | Disponibilidade de serviços, materiais, instalações e infraestrutura: a moradia não é adequada, se os seus ocupantes não têm água potável, saneamento básico, energia para cozinhar, aquecimento, iluminação, armazenamento de alimentos ou coleta de lixo. | Disponibilidade de água potável                                                 | Nº de habitações com acesso regular e adequado a fontes de água potável |
| Disponibilidade de serviços | Disponibilidade de serviços, materiais, instalações e infraestrutura: a moradia não é adequada, se os seus ocupantes não têm água potável, saneamento básico, energia para cozinhar, aquecimento, iluminação, armazenamento de alimentos ou coleta de lixo. | Disponibilidade de sistema sanitário adequado                                   | Nº de habitações com sistema de esgoto adequado (conexão à rede ou fossa séptica, com disponibilidade de unidade sanitária privada).                                                                |
| Disponibilidade de serviços | Disponibilidade de serviços, materiais, instalações e infraestrutura: a moradia não é adequada, se os seus ocupantes não têm água potável, saneamento básico, energia para cozinhar, aquecimento, iluminação, armazenamento de alimentos ou coleta de lixo. | Disponibilidade de energia elétrica                                             | Nº de habitações com acesso regular e adequado à energia elétrica. |
| Economicidade               | A moradia não é adequada se o seu custo ameaça ou compromete o exercício de outros direitos humanos dos ocupantes. | Disponibilidade de habitação social                                             | Nº de habitações adequadas que se encontram disponíveis para alugar a famílias de baixa renda. |
| Economicidade               | A moradia não é adequada se o seu custo ameaça ou compromete o exercício de outros direitos humanos dos ocupantes. | Gasto com a habitação                                                           | % da renda familiar destinada aos gastos da habitação (seja por financiamento, hipoteca, aluguel ou arrendamento).                                                                                  |
| Habitabilidade              | A moradia não é adequada se não garantir a segurança física e estrutural proporcionando um espaço adequado, bem como proteção contra o frio, umidade, calor, chuva, vento, outras ameaças à saúde.                                                          | Lotação                                                                         | Nº de pessoas que residem na habitação/dormitórios de uso exclusivo à unidade. |
| Habitabilidade              | A moradia não é adequada se não garantir a segurança física e estrutural proporcionando um espaço adequado, bem como proteção contra o frio, umidade, calor, chuva, vento, outras ameaças à saúde.                                                          | Tipologia                                                                       | Nº de habitações ocupadas de tipo aceitável (habitações de tipo permanente, como casas, apartamentos ou outras residências que possibilitam a permanência de pessoas)                               |
| Habitabilidade              | A moradia não é adequada se não garantir a segurança física e estrutural proporcionando um espaço adequado, bem como proteção contra o frio, umidade, calor, chuva, vento, outras ameaças à saúde.                                                          | Materialidade                                                                   | Nº de habitações ocupadas com materialidade aceitável (materiais construtivos duráveis e adequados)                                                                                                 |
| Habitabilidade              | A moradia não é adequada se não garantir a segurança física e estrutural proporcionando um espaço adequado, bem como proteção contra o frio, umidade, calor, chuva, vento, outras ameaças à saúde.                                                          | Conservação                                                                     | Nº de unidades ocupadas com materiais de construção em estado de conservação adequado (sem falhas ou danos severos)                                                                                 |
| Habitabilidade              | A moradia não é adequada se não garantir a segurança física e estrutural proporcionando um espaço adequado, bem como proteção contra o frio, umidade, calor, chuva, vento, outras ameaças à saúde.                                                          | Conforto térmico, lumínico, acústico                                            | Nº de habitações ocupadas que cumprem os padrões técnicos os subjetivos em relação ao conforto. |
| Acessibilidade              | A moradia não é adequada se as necessidades específicas dos grupos desfavorecidos e marginalizados não são levadas em conta. | Acessibilidade universal                                                        | Nº de habitações que dispõe de facilidades que permitem acesso a toda pessoa na unidade e o uso de todas as funcionalidade e comodidades, independentemente de sua condição física ou mental.       |
| Localização                 | A moradia não é adequada se for isolada de oportunidades de emprego, serviços de saúde, escolas, creches e outras instalações sociais ou, se localizados em áreas poluídas ou perigosas                                                                     | Acessibilidade a transporte, oferta de empregos, serviços, equipamentos sociais | Distância ou tempo de translado desde a habitação até o ponto mais perto disponível |
| Localização                 | A moradia não é adequada se for isolada de oportunidades de emprego, serviços de saúde, escolas, creches e outras instalações sociais ou, se localizados em áreas poluídas ou perigosas                                                                     | Mitigação de riscos naturais ou antrópicos                                      | Nº de habitações em zonas não expostas ou adequadamente protegidas contra riscos |
| Adequação cultural          | A moradia não é adequada se não respeitar e levar em conta a expressão da identidade cultural | Adequação cultural                                                              | Nº de habitações que incorporam (em seu desenho, materialidade ou funcionalidade) características que ressaltam, favorecem ou permitem a livre expressão da identidade cultural de seus residentes. |

Fonte: Elaborado por PASQUOTTO (2024). Adaptado de ONU HABITAT. Déficit habitacional en América Latina y el Caribe. 2015 Disponível em: https://unhabitat.org/sites/default/files/download-manager-files/Déficit habitacional.pdf.